# Куперстаун (Північна Дакота)
Куперстаун (англ. Cooperstown) — місто (англ. city) в США, в окрузі Гріггс штату Північна Дакота. Населення — 983 особи (2020).

## Географія
Куперстаун розташований за координатами 47°26′42″ пн. ш. 98°7′33″ зх. д. / 47.44500° пн. ш. 98.12583° зх. д. (47.444917, -98.125714).  За даними Бюро перепису населення США в 2010 році місто мало площу 2,52 км², уся площа — суходіл.

### Клімат
| Клімат : Куперстаун   | Клімат : Куперстаун | Клімат : Куперстаун | Клімат : Куперстаун | Клімат : Куперстаун | Клімат : Куперстаун | Клімат : Куперстаун | Клімат : Куперстаун | Клімат : Куперстаун | Клімат : Куперстаун | Клімат : Куперстаун | Клімат : Куперстаун | Клімат : Куперстаун | Клімат : Куперстаун |
| Показник              | Січ.                | Лют.                | Бер.                | Квіт.               | Трав.               | Черв.               | Лип.                | Серп.               | Вер.                | Жовт.               | Лист.               | Груд.               | Рік                 |
| Середній максимум, °C | −8,2                | −4,8                | 1,7                 | 12,6                | 19,8                | 24,3                | 26,9                | 26,5                | 20,9                | 12,8                | 2,1                 | −6                  | 10,7                |
| Середній мінімум, °C  | −18,9               | −15,9               | −8,6                | −1                  | 5,7                 | 11,2                | 13,7                | 12,4                | 6,9                 | 0,0                 | −8,1                | −15,9               | −1,6                |
| Норма опадів, мм      | 12                  | 13                  | 26                  | 30                  | 75                  | 87                  | 91                  | 73                  | 54                  | 47                  | 19                  | 15                  | 542                 |
| --------------------- | ------------------- | ------------------- | ------------------- | ------------------- | ------------------- | ------------------- | ------------------- | ------------------- | ------------------- | ------------------- | ------------------- | ------------------- | ------------------- |
| Джерело: NOAA         |                     |                     |                     |                     |                     |                     |                     |                     |                     |                     |                     |                     |                     |

## Демографія
Згідно з переписом 2010 року, у місті мешкали 984 особи в 477 домогосподарствах у складі 254 родин. Густота населення становила 391 особа/км².  Було 543 помешкання (216/км²).
Расовий склад населення:
| - 99,2 % — білих - 0,4 % — азіатів - 0,2 % — чорних або афроамериканців - 0,1 % — корінних американців |

До двох чи більше рас належало 0,0 %. Частка іспаномовних становила 0,3 % від усіх жителів.
За віковим діапазоном населення розподілялося таким чином: 19,9 % — особи молодші 18 років, 50,2 % — особи у віці 18—64 років, 29,9 % — особи у віці 65 років та старші. Медіана віку мешканця становила 52,3 року. На 100 осіб жіночої статі у місті припадало 88,5 чоловіків;  на 100 жінок у віці від 18 років та старших — 85,8 чоловіків також старших 18 років.
Середній дохід на одне домашнє господарство  становив 58 656 доларів США (медіана — 45 417), а середній дохід на одну сім'ю — 76 228 доларів (медіана — 66 364). Медіана доходів становила 34 792 долари для чоловіків та 26 750 доларів для жінок. За межею бідності перебувало 9,1 % осіб, у тому числі 9,2 % дітей у віці до 18 років та 13,3 % осіб у віці 65 років та старших.
Цивільне працевлаштоване населення становило 543 особи. Основні галузі зайнятості: освіта, охорона здоров'я та соціальна допомога — 20,8 %, виробництво — 17,5 %, сільське господарство, лісництво, риболовля — 10,3 %, будівництво — 9,6 %.